# Rufin (poète grec)
Pour les articles homonymes, voir Rufin.
Rufin est un poète grec, ayant probablement vécu pendant la première période byzantine. Il est l'auteur de quarante-huit épigrammes de l'Anthologie grecque. Ses poèmes sont récoltés dans le cinquième livre de l'Anthologie grecque. Il n'y a pas d'informations précises sur sa vie, ni sur sa date de naissance.
Selon plusieurs spécialistes il aurait vécu dans la première moitié du IIe siècle.
Les poèmes de Rufin sont pour la quasi-totalité des poèmes érotiques. Ils semblent provenir d'un recueil antérieur à l'Anthologie, mais il n'y a pas d'informations précises à ce sujet.